# Tegenaria rhodiensis
Tegenaria rhodiensis là một loài nhện trong họ Agelenidae.
Loài này thuộc chi Tegenaria. Tegenaria rhodiensis được Lodovico di Caporiacco miêu tả năm 1948.